# Мурзята
Мурзя́та (рос. Мурзята, марій. Шулко-Мурзя) — присілок у складі Оршанського району Марій Ел, Росія. Входить до складу Шулкинського сільського поселення.

## Населення
Населення — 2 особи (2010; 0 у 2002).